# Pira
Pira és un municipi de la comarca de la Conca de Barberà. El nucli antic del municipi està protegit com a bé cultural d'interès local. Celebra la seva festa major durant el primer dissabte del mes d'agost, per Sant Salvador.

## Geografia
- Llista de topònims de Pira (Orografia: muntanyes, serres, collades, indrets..; hidrografia: rius, fonts...; edificis: cases, masies, esglésies, etc).

## Descripció
El nucli de Pira està protegit com a bé cultural d'interès local. Comprèn un sector antic i un altre de més modern, se situa damunt la confluència del riu Anguera amb els torrents provinents dels contraforts del Tallat. El nucli antic està format per carrers estrets i cases baixes, mentre que els carrers al voltant de l'església, més moderns, són més amples i les cases més grans. El material de construcció bàsic és la pedra del país i l'alçada de les cases és de dos i tres pisos. L'eixample del poble se situa al voltant de la carretera.
L'església parroquial està dedicada a Sant Salvador i va ser construïda segons projecte de l'arquitecte tarragoní Francesc Barba, entre 1862 i 1865. És un dels pocs exemples d'arquitectura vuitcentista de la Conca Destaca també el Celler del Sindicat Agrícola, obra de l'arquitecte Cèsar Martinell i Brunet, inaugurada l'any 1919. L'edifici de dues naus és un bell exemple de l'arquitectura agrària modernista, considerat una de les Catedrals del vi. Finalment, el nucli antic de Pira, de bella estructura i contingut, conserva diverses cases pairals entre les quals destaquen cal Poblet i cal Celdoni. Hi ha masies com el Mas de l'Amill.

## Història
A la fi del segle x, l'actual terme de Pira formava part d'una àmplia i llarga faixa de terreny erm i deshabitat, situat entre la frontera oriental del comtat de Barcelona i la del regne sarraí de Lleida. Fou més tard, durant un període de relativa calma i pau entre cristians i sarraïns, que permeté l'establiment d'un grup reduït de repobladors. La primera notícia documental la trobem el 25 de març de 1067, quan el comte Berenguer Ramon II feia donació del castell de Pira al comte Ermengol IV d'Urgell. Aquest últim, el 17 d'abril de l'any següent, encomanava a Arnau Pere de Ponts la seva repoblació i defensa. El 18 de desembre de 1164, Pere de Puigverd, senyor del castell, estava molt malalt i redactà un testament cedint el domini de Pira al monestir de Poblet. El juny de 1176, Arnau de Ponç i el seu fill Pere de Bellvís, vassalls de Pere de Puigverd, donaven Pira al monestir de Poblet. Pel cartulari de Poblet ens assabentem que l'any 1183, el rei Alfons confirmà l'honor de Pira al monestir.
El 8 de febrer de 1133, el comte Ermengol VI d'Urgell, cedia en el seu testament el terme actual de Pira a la comanda de Barberà de l'Orde dels Templers. El 12 de maig de 1248, Guillem de Montclús ven la vila i el castell de Pira a l'Orde per 3.000 morabatins. L'any 1317, el domini de Pira passà a l'Orde de l'Hospital de Sant Joan i el Gran Prior de Catalunya n'adquirí la total jurisdicció l'any 1380. El fogatjament de Pira cap a l'any 1380 era de 34 focs, que baixaren a 20 el 1497. El 1787 la població era de 426 habitants; aquest nombre es mantingué fins al 1860, moment en què assolí el màxim demogràfic conegut, amb 610 habitants. A partir la dècada de 1950, la població anà minvant fins a arribar a l'any 1991 en què s'assolí el mínim de població de 312 habitants. A partir d'aquesta data, l'evolució demogràfica ha evolucionat favorablement fins a arribar a 392 persones censades durant l'any 1998.
A la darrera dècada del segle xx, Pira, i la resta de la comarca, va destacar als mitjans de comunicació catalans per una decisió política de l'Executiu de la Generalitat de Catalunya quan el Pla Director per a la Gestió dels Residus Industrials a Catalunya, del Departament de Política Territorial i Obres Públiques de la Generalitat de Catalunya, encapçalat pel conseller Joaquim Molins, va decidir ubicar un abocador de residus industrials controlat al veí terme de Forès i una incineradora al Pla de Santa Maria (Alt Camp). La decisió va generar un rebuig força generalitzat a la Conca de Barberà i a l'Alt Camp, i es desenvolupà un fort moviment ciutadà d'oposició al projecte. La contestació al Pla de residus en aquestes i d'altres comarques va fer que fos retirat i es consensués entre la majoria dels grups polítics del Parlament de Catalunya una llei de gestió dels residus industrials que no donava indicació dels indrets on s'havien de localitzar les infraestructures necessàries. Una altra de les conseqüències fou la creació del partit comarcal Unió d'independents Conca de Barberà que des del 1991 ha governat la vila de Pira i fou impulsor de la Federació d'Independents de Catalunya en 1995 però que després de 1991 només es presenta a Pira.
El 2008 va ser un dels nou membres fundadors de l'Associació de micropobles de Catalunya.

## Demografia

Escut no oficial de Pira

Seguint l'evolució econòmica de la vinya a la comarca, durant el segle xviii tingué un important creixement demogràfic que culminà l'any 1860 amb 610 habitants, el seu màxim històric. Tanmateix a partir de la dècada dels noranta del segle passat, una política urbanística encertada ha fet créixer la població amb nous habitants.
| 1497 f | 1515 f | 1553 f | 1717 | 1787 | 1857 | 1877 | 1887 | 1900 | 1910 |
| ------ | ------ | ------ | ---- | ---- | ---- | ---- | ---- | ---- | ---- |
| 20     | 21     | 21     | 83   | 426  | 571  | 543  | 578  | 486  | 525  |

| 1920 | 1930 | 1940 | 1950 | 1960 | 1970 | 1981 | 1990 | 1992 | 1994 |
| ---- | ---- | ---- | ---- | ---- | ---- | ---- | ---- | ---- | ---- |
| 536  | 517  | 547  | 515  | 473  | 401  | 382  | 340  | 313  | 313  |

| 1996 | 1998 | 2000 | 2002 | 2004 | 2006 | 2008 | 2010 | 2012 | 2014 |
| ---- | ---- | ---- | ---- | ---- | ---- | ---- | ---- | ---- | ---- |
| 364  | 387  | 402  | 435  | 451  | 475  | 504  | 502  | 501  | 480  |

| 2016 | 2018 | 2020 | 2022 | 2024 | 2026 | 2028 | 2030 | 2032 | 2034 |
| ---- | ---- | ---- | ---- | ---- | ---- | ---- | ---- | ---- | ---- |
| 500  | 503  | 503  | 489  | 498  | -    | -    | -    | -    | -    |

## Economia
Domina el conreu de la vinya, seguida dels cereals. En menor mesura hi ha les oliveres i els ametllers. En l’àmbit industrial, durant molts anys hi hagué una activitat de molins de guix.